# Ctibor Tobischau von Cimburg

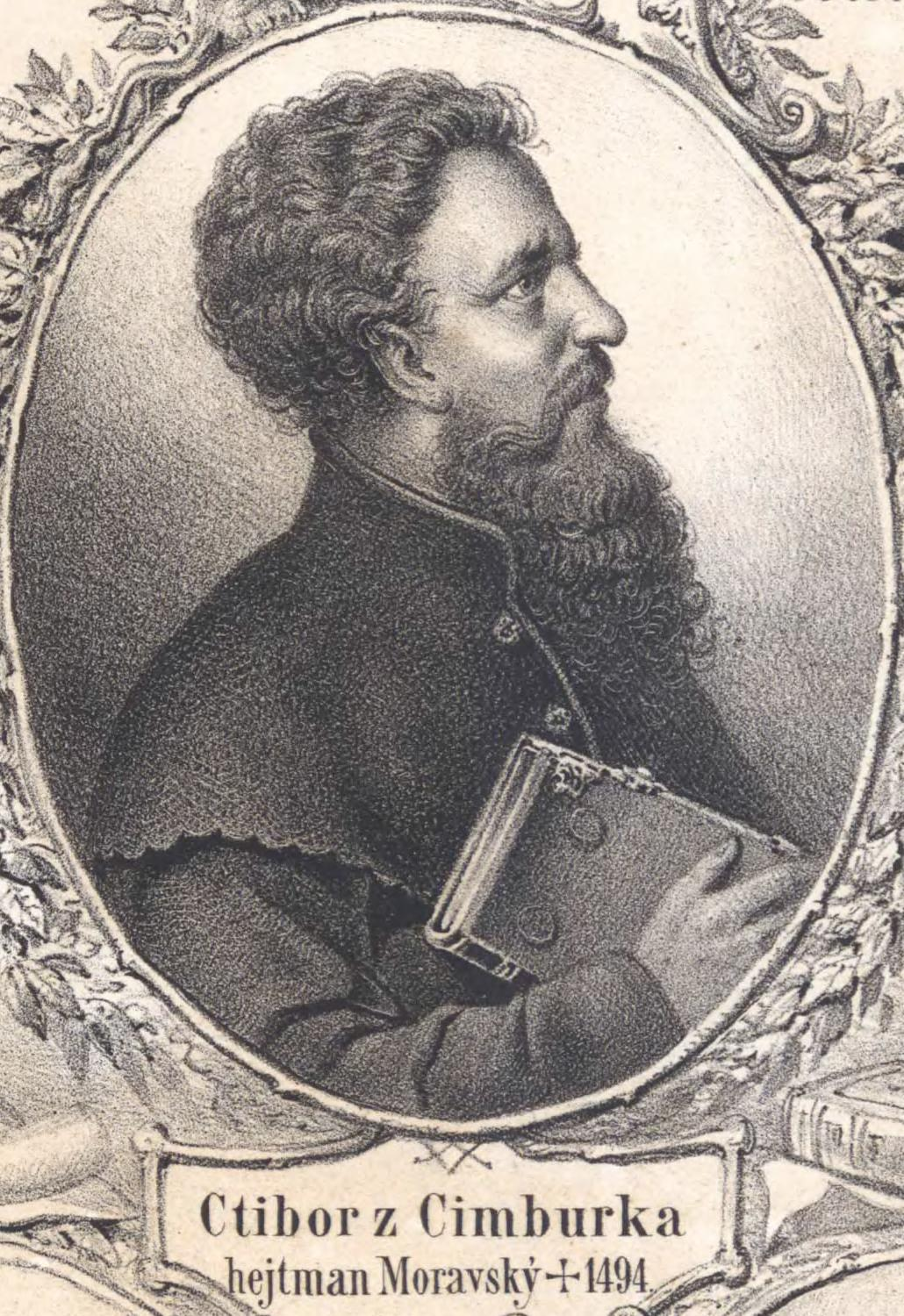
Ctibor Tobischau von Cimburg

Ctibor Tobischau von Cimburg (auch Ctibor II. Tovačovský von Cimburg; tschechisch Ctibor Tovačovský z Cimburka); (* etwa 1438 in Tobitschau; † 26. Juni 1494 ebenda), war ab 1469 Landeshauptmann von Mähren und 1471–1479 Oberstkanzler des Königreichs Böhmen. Zudem war er ein bedeutender Rechtsgelehrter.

## Leben
Ctibor entstammte dem mährischen Familienzweig der Herren von Cimburg. Sein Vater Johann Tovačovský von Cimburg († 1464) war ein Anhänger der Hussiten und 1437–1460 Landeshauptmann von Mähren.
Ctibor war einer der herausragendsten Persönlichkeiten des Landes. Unter ihm entwickelte sich die Herrschaft Tobitschau, die er von seinem Vater 1464 erbte, zu einem Zentrum des mährischen Geisteslebens. Obwohl er ein Anhänger des böhmischen Königs Georg von Podiebrad war, gewährte er auf seinen Besitzungen den verfolgten Böhmischen Brüdern Schutz. 1454 setzte er sich für die Wiederbesiedlung des Klosters Sedletz ein, das 1421 von den Hussiten zerstört worden war. 1464–1469 war er mährischer Landrichter. 1467 führte er im Kampf Georg von Podiebrads gegen die Stadt Breslau das böhmische Heer an und schlug die Aufständischen in der Schlacht bei Patschkau.
1469 wurde Ctibor von Georg von Podiebrad zum polnischen König Kasimir nach Krakau gesandt, wo er Verhandlungen über die mögliche jagiellonische Kandidatur auf den böhmischen Thron führte. 
Anschließend wurde er zum Landeshauptmann von Mähren ernannt. Nach Georgs Tod musste er ein weiteres Mal nach Polen reisen. Nach der Königswahl in Kuttenberg am 27. Mai 1471 überbrachte Ctibor dem polnischen König die Nachricht, dass sein Sohn Vladislav zum König gewählt worden war. Ctibor, einer der Führer der Utraquisten, war Hauptförderer der Wahl Vladislavs. Neben dem Amt des Landeshauptmanns, das er bis zu seinem Tod bekleidete, war Ctibor 1471–1479 Oberstkanzler des Königreichs Böhmen.
Nachdem Matthias Corvinus 1490 im April gestorben waren, verhandelte Landeshauptmann Ctibor Tobischau von Cimburg zusammen mit den Vertretern von Schlesien und den beiden Lausitzen über ein gemeinsames Vorgehen. Die Beratungen der Vertreter beider Länder in Breslau führten bereits im Mai zur Formulierung der Bedingungen, unter denen Mähren und Schlesien bereit waren, Vladislav als ihren Herrscher anzuerkennen.
Ctibors Verdienst war es auch, dass nach 1480 Tschechisch Amtssprache in Mähren wurde.

## Tobischauer Rechtsbuch
1480 verfasste Ctibor auf Wunsch des Olmützer Bischofs Protasius von Boskowitz und Černahora das erste mährische Rechtsbuch „Kniha Tovačovská“. Es wurde zu einem der wichtigsten Werke der Rechtsliteratur in Mähren, von dem ein Exemplar bei der mährischen Landtafel aufbewahrt wurde und als Nachschlagewerk sowohl der Gerichtsbarkeit als auch dem Adel diente. Es wurde mehrmals abgeschrieben und im 19. Jahrhundert zweimal aufgelegt. 
Das „Tobischauer Rechtsbuch“ (Tovačovská kniha) erfasst die 15 alten und acht jüngeren mährischen Herrenstandsgeschlechter namentlich und stellt eine Zusammenstellung des traditionellen Landrechts der Markgrafschaft Mähren dar.

## Familie
Ctibor war zunächst mit einer nicht näher genannten Machna verheiratet. Nach deren Tod vermählte er sich um 1458 mit Elisabeth von Melice, die Namiescht in die Ehe brachte, wo sie zunächst wohnten. Nach dem Tod seines Vaters 1664 erbte er dessen Besitzungen und verlegte seine Residenz nach Tobitschau. Dort baute er Ende des 15. Jahrhunderts die gotische Wasserburg zu einem Renaissance-Schloss um, dem er einen 96 m hohen Torturm hinzufügte.
Ctibor hinterließ keine Nachkommen. Seine Besitzungen erbte sein Vetter Adam, der am 3. Dezember 1502 kinderlos starb. Mit diesem starb der mährische Familienzweig der Herren von Cimburg aus.

## Werke
- Kniha Tovačovská, aneb Pana Ctibora z Cimburka a z Tovačova zemského hejtmana markrabství Moravského Edition Karl Josef Demuth, Brünn 1858, bereitgestellt von Münchener Digitalisierungszentrum Alternativpräsentation 
  - Google Books
  - Knihovna Libri nostri Edition von Vincenc Brandl Brünn 1868